# Puistomäki
Puistomäki est un quartier du district d'Uittamo-Skanssi à Turku en Finlande,.

## Description
Puistomäki est une zone d'habitat dispersé bâti de vieilles maisons individuelles, dont la partie ouest se compose de maisons d'anciens combattants construites après-guerre, et la partie est est une zone de maisons en bois plus ancienne du début du XXe siècle.
Avec la caserne d'Heikkilä, les routes du côté le plus récent ont été nommées d'après des grades militaires, par exemple Luutnantintie, Everstinkatu.
Puistomäki est voisin des quartiers Vähä-Heikkilä au nord, Pihlajaniemi à l'ouest, Uittamo et Ispoinen au sud et Luolavuori à l'est.

## Galerie

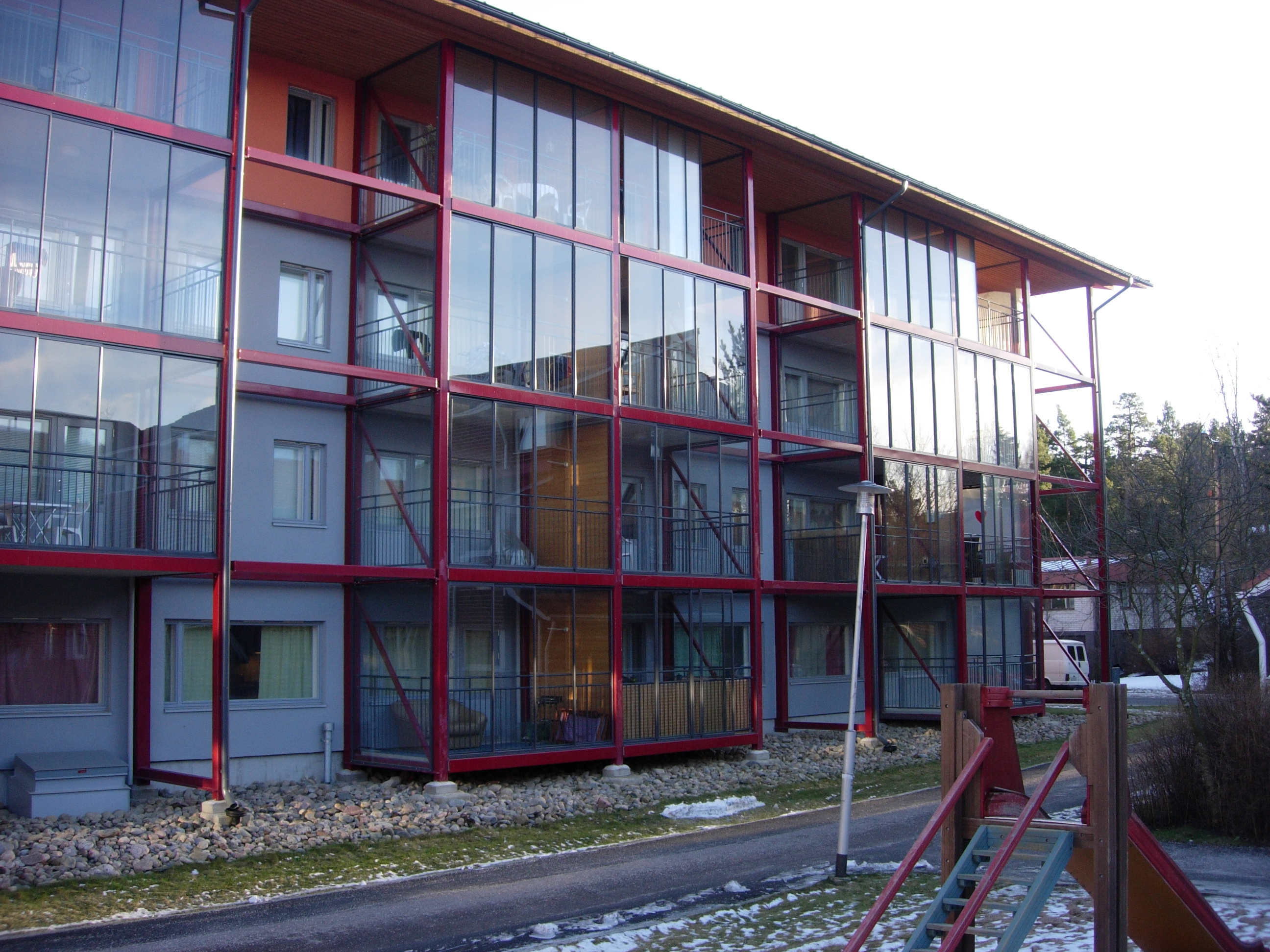
Logements étudiants Ispuri I.
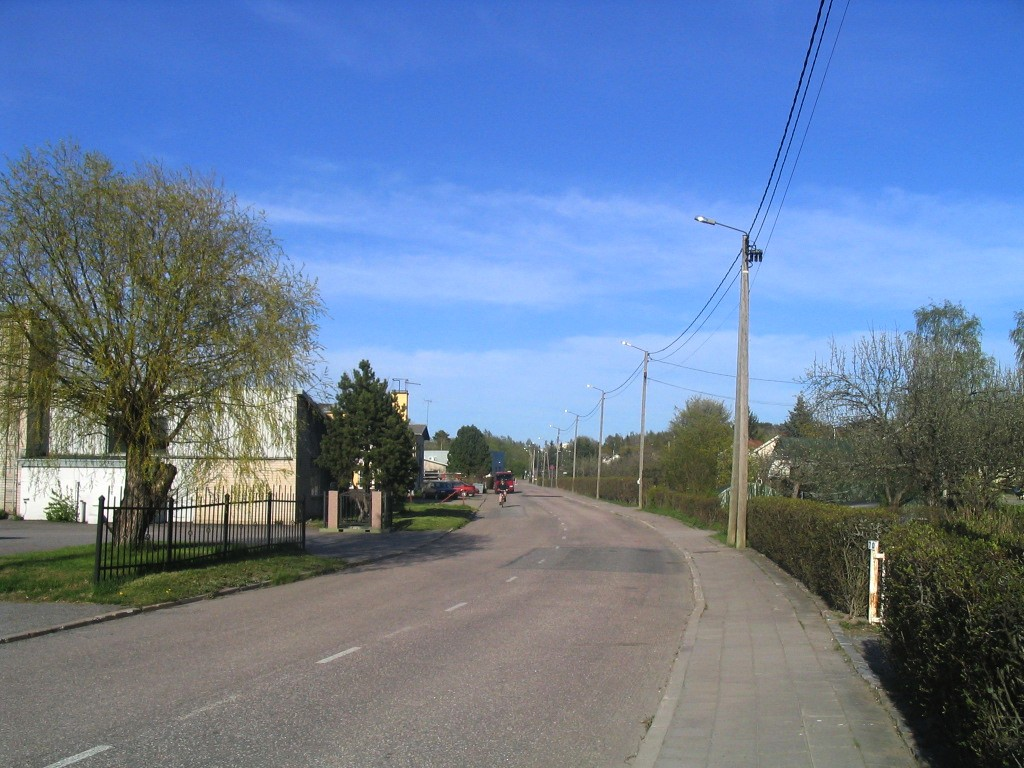
Puistomäenkatu, la rue principale du quartier.
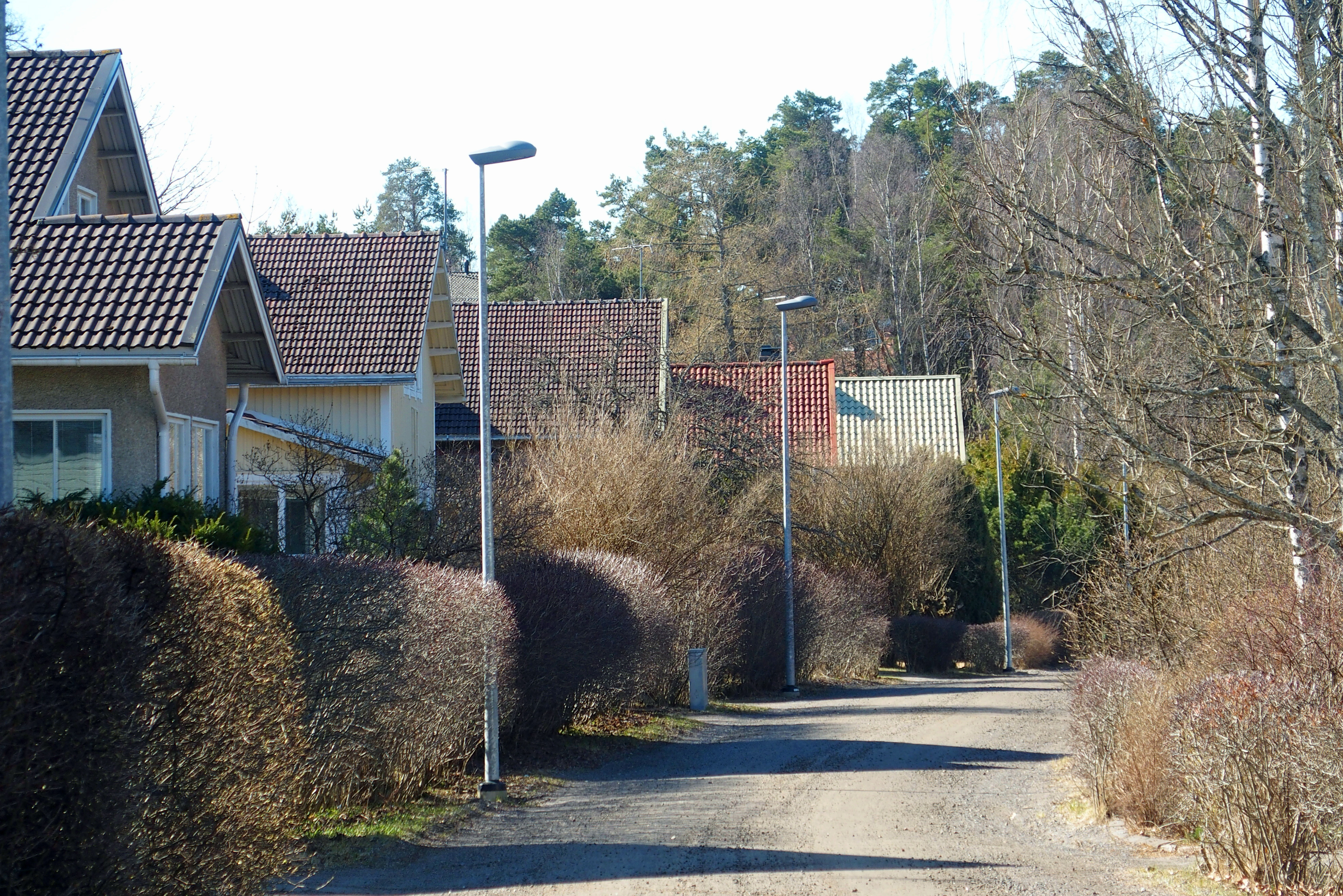
Luutnantintie.
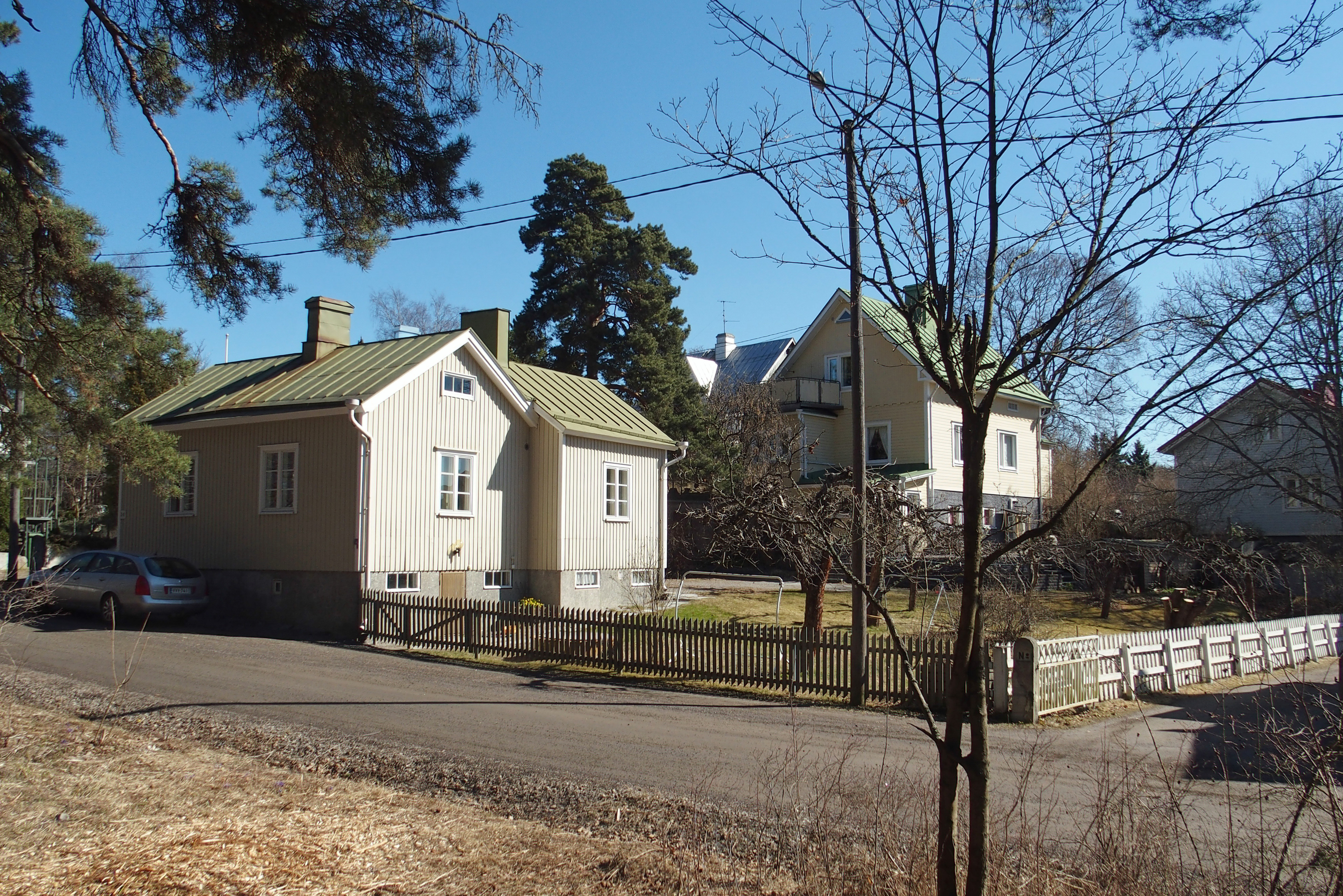
Kannuskatu.